# Consolidated O-17 Courier
El Consolidated Model 2 Courier fue un avión estadounidense de observación y entrenamiento, construido por la Consolidated Aircraft Company, y usado por la Guardia Nacional de los Estados Unidos bajo la designación O-17.

## Desarrollo
Desarrollo en paralelo a la serie del PT-3, el XO-17 era un PT-3 con refinamientos tales como un fuselaje mejorado aerodinámicamente, amortiguadores de aceite, frenos de ruedas, elevadores compensados y capacidad de combustible aumentada.
Fue utilizado casi exclusivamente para realizar el entrenamiento de vuelos domésticos, puntería, fotografía y radio. El O-17 tenía un carenado desmontable (que llevaba un montaje de anillo Scarff para la instalación de una ametralladora Browning de 7,62 mm de entrenamiento).
La Real Fuerza Aérea Canadiense compró tres aviones similares en general, dos Model 7 terrestres y un hidroavión Model 8, este último con el mismo sistema de flotadores que la serie NY.
El único XO-17A fue convertido desde un PT-3 como demostrador, que no consiguió asegurar ninguna orden. Más tarde, fue equipado con el motor diésel experimental Packard DR-980 de 168 kW (225 hp).
El Model 15 también fue una célula del tipo O-17, equipada con un motor Pratt & Whitney R-1340. No consiguió obtener ningún contrato.

## Variantes
XO-17 (prototipo)
Conversión de Consolidated PT-3 con motor Wright R-790-1 de 168 kW (225 hp), fuselaje aerodinámico, tren de aterrizaje modificado, capacidad aumentada de combustible, provisión para controles duales y un arma dorsal de 7,62 mm; una conversión.
O-17 (Model 2) Courier
Versión de producción para la Guardia Nacional de los Estados Unidos; 29 construidos.
XO-17A (prototipo)
Un Consolidated PT-3 convertido con un motor Wright R-790-3 destinado a la exportación.
Model 7 (avión terrestre de la RCAF)
Real Fuerza Aérea Canadiense; dos construidos.
Model 8 (hidroavión de la RCAF)
Real Fuerza Aérea Canadiense; uno construido.
XPT-8 (demostrador)
La célula del prototipo XO-17A, equipada con un motor diésel Packard DR-980 de 168 kW (225 hp), desguazado en 1932.
XPT-8A
Un único PT-3A (29-115) igualmente convertido con un motor diésel Packard DR-980 con el Número de Proyecto P-564, pero devuelto a la configuración PT-3A. La célula se perdió más tarde en una colisión aérea con un P-12C del 17th Pursuit Squadron a 2 millas al oeste de New Baltimore (Míchigan), el 17 de diciembre de 1931.
Model 15 (demostrador)
Conversión con un motor Pratt & Whitney R-1340.

## Operadores
Canadá
- Real Fuerza Aérea Canadiense

 Estados Unidos
- Guardia Nacional de los Estados Unidos

## Especificaciones (O-17)
Referencia datos: Eden & Moeng (2002)

### Características generales
- Tripulación: Dos
- Longitud: 8,5 m (27,9 ft)
- Envergadura: 10,5 m (34,4 ft)
- Altura: 3 m (9,7 ft)
- Superficie alar: 27,5 m² (296 ft²)
- Peso vacío: 853 kg (1880 lb)
- Peso máximo al despegue: 1235 kg (2721,9 lb)
- Planta motriz: 1× motor radial de nueve cilindros refrigerado por aire Wright R-790-1.
  - Potencia: 168 kW (232 HP; 228 CV)

### Rendimiento
- Velocidad máxima operativa (Vno): 190 km/h (118 MPH; 103 kt)
- Velocidad crucero (Vc): 161 km/h (100 MPH; 87 kt)
- Alcance: 885 km (478 nmi; 550 mi)
- Techo de vuelo: 3660 m (12 008 ft)
- Régimen de ascenso: 4,4 m/s (866 ft/min)

### Armamento
- Ametralladoras: 

  - 1x M1919 de 7,62 mm

## Aeronaves relacionadas

### Desarrollos relacionados
- Consolidated PT-1 Trusty
- Consolidated PT-3
- Consolidated PT-11

### Secuencias de designación
- Secuencia Numérica (interna de Consolidated): 1 - 2 - 7 - 8 - 9 - 10 - 14 - 15 - 16 - 17 - 18 →
- Secuencia O-_ (Aviones de Observación del USAAC/USAAF, 1924-1942): ← O-14 - O-15 - O-16 - O-17 - O-18 - O-19 - O-20 →
- Secuencia PT-_ (Entrenadores Primarios del USAAC/USAAF, 1925-1948): ← PT-5 - PT-6 - PT-7 - PT-8 - PT-9 - PT-10 - PT-11 →